# Alê Rodrigues
Alexandre Rodrigues da Silva, mais conhecido como Alê Rodrigues (Cambé, ou Cubatão, segundo outras fontes, 12 de novembro de 1980) é um handebolista brasileiro, que atuava na posição de pivô.
Depois de encerrar a carreira de atleta, passou a exercer a profissão de engenheiro.

## Trajetória desportiva
Foi jogador de handebol da equipe da Metodista, pela qual venceu três vezes a liga nacional.
Participou da conquista da medalha de ouro nos Jogos Pan-Americanos de 2007 no Rio de Janeiro.
Jogava na Unopar/Londrina quando foi convocado para os Jogos Olímpicos de 2008 em Pequim, no lugar do jogador Jaqson Kojoroski, que foi cortado em razão de doping. A equipe ficou em 11º lugar.